# 미분위상수학

미분위상수학(微分位相數學, 영어: differential topology)은 매끄러운 다양체의 위상수학적 성질을 연구하는 위상수학의 한 분과이다. 미분기하학과 밀접한 관계를 다루지만, 미분기하학과 달리 미분 동형에 대하여 불변인 성질들을 주로 다룬다.

## 대상
위상 공간의 한 종류인 다양체에는 미분기하학을 전개할 수 있게 하는 구조인 매끄러움 구조를 줄 수 있다. 이러한 구조를 갖춘 매끄러운 다양체의 경우, 일반 위상 공간을 넘어서 매끄러움 구조 자체의 여러 위상수학적 성질들이 존재한다. 이러한 성질을 보존하는 위상동형사상을 미분동형사상이라고 하며, 미분위상수학은 미분동형사상에 대하여 불변인 미분 가능 다양체의 성질을 연구한다.
한 예로, 매끄러운 다양체 위에는 매끄러운 함수의 개념을 정의할 수 있다. 이를 사용하여 드람 코호몰로지라는 불변량을 계산할 수 있으며, 이는 대수적 위상수학의 (실수 계수의) 특이 코호몰로지와 일치한다.

## 역사
19세기 중반에 베른하르트 리만이 다양체의 개념을 도입하였으며, 이는 현대 미분기하학의 시초를 이룬다. 이후 앙리 푸앵카레는 19세기 말에 다양체의 기하학을 바탕으로 위상수학을 전개하려 시도하였으나, 이는 당시 수학적 기법으로는 불가능하였다.
현대적인 뜻의 미분위상수학은 1930년대부터 해슬러 휘트니 · 레프 폰트랴긴 · 르네 톰 · 존 밀너 · 스티븐 스메일 등에 의하여 발달되었다. 특히, 1956년에 존 밀너는 7차원 초구 위에 표준적인 매끄러움 구조와 다른 매끄러움 구조를 발견하여, 위상 다양체와 매끄러운 다양체의 개념이 일치하지 않는다는 것을 밝혀내었다.

## 참고 문헌
- Bloch, Ethan D. (1996). 《A first course in geometric topology and differential geometry》 (영어).
- Hirsch, Morris (1997). 《Differential topology》 (영어). Springer-Verlag. ISBN 0-387-90148-5.